# Declaración presidencial
Una declaración presidencial es aquella creada generalmente cuando el Consejo de Seguridad de las Naciones Unidas no puede llegar a un consenso o se le impide pasar una resolución por el veto de un miembro permanente, o amenaza del mismo. Tales declaraciones son similares en contenido, formato, y tono a resoluciones, pero no son legalmente vinculantes.
La adopción de una declaración presidencial requiere consenso, aunque miembros del Consejo de la Seguridad pueden abstenerse.  La declaración está firmada por el presidente del Consejo de Seguridad.